# Adilcevaz
Adilcevaz (ehemals armenisch Arcîgeh oder Արծկե, Artske) ist der Hauptort des Landkreises (İlçe) Adilcevaz in der türkischen Provinz Bitlis. Die Stadt liegt am Nordufer des Vansees und beherbergt 48,8 Prozent der Landkreisbevölkerung. Nordöstlich der Stadt befindet sich mit dem Süphan Dağı der vierthöchste Berg des Landes.

## Name
Der Ort ist bekannt für seine Walnüsse. In Adilcevaz findet jedes Jahr ein Walnuss-Festival (Ceviz Festivali) statt. Das türkische Wort Ceviz hat Eingang in den Namen gefunden. Andere Namen der Stadt sind Elciğaz und Elceviz. Der vorherige armenische Name war Arcîgeh. Die Form Adilcevaz wurde wahrscheinlich seit den Qara Qoyunlus benutzt.

## Landkreis
Adilcevaz ist der größte Landkreis der Provinz und wurde 1953 geschaffen. Er hat die niedrigste Bevölkerungsdichte in der Provinz Bitlis. Er grenzt im Westen an den Kreis Ahlat und im Norden an die Kreise Malazgirt (Provinz Muş), Patnos (Provinz Ağrı) und Erciş (Provinz Van). Neben der Kreisstadt gibt es noch eine Belediye (Kleinstadt): Aydınlar (mit 2169 Einwohnern) und 28 Dörfer (Köy) mit durchschnittlich 481 Einwohnern. Zehn von ihnen haben mehr Einwohner als der Durchschnitt. Fünf Dörfer haben mehr als 1000 Einwohner: Göldüzü (1798), Bahçedere (1144), Aşağısüphan (1095), Kavuştuk (1044) und Akçıra (1027 Einwohner).

## Geschichte
Adilcevaz war Teil des urartäischen Reiches. Kef Kalesi, eine unter Rusa II. errichtete urartäische Zitadelle steht noch als Ruine sechs Kilometer nördlich. In ihrer Nähe befand sich das mittelalterliche armenische Kloster Skantselorgivank („Kloster der Wunder“).
Der Wasserstand des Sees stieg bis zur Mitte des 17. Jahrhunderts an und überspülte alte Wohnbezirke, die südlich außerhalb der abbasidischen Stadtmauer lagen. Vom 16. Jahrhundert bis 1914 beherrschten die Osmanen die Stadt. Im Ersten Weltkrieg eroberten die Russen die Stadt.
Nach 1918 wurde Adilcevaz wieder türkisch. Adilcevaz war ein eigener Bucak im Kreis Ahlat (1950: 7375 Einwohner in 19 Dörfern) und wurde Anfang März 1953 ein eigenständiger Landkreis. Die im Stadtsiegel abgebildete Jahreszahl 1945 dürfte auf das Jahr der Erhebung zur Gemeinde (Belediye/Belde) hinweisen.

## Söhne und Töchter der Stadt
- Nevzat Karakış (* 1960), Protestmusiker
- Filiz Yerlikaya (1971–2002), Kämpferin der Arbeiterpartei Kurdistans